# Inna Kiss-Zlidnis
Inna Kiss-Zlidnis (* 18. April 1990 in Tallinn) ist eine estnische Fußballspielerin.

## Werdegang

### Im Verein
Zlidnis startete ihre Karriere beim TKSK Visa in Tallinn, wo sie 2004 im Alter von 14 Jahren ihr Seniorendebüt gab, bevor sie 2006 zum Nachfolgerverein FC Levadia Tallinn wechselte. Im Januar 2014 wechselte sie zum deutschen Nord-Zweitligisten Blau-Weiß Hohen Neuendorf, den sie nach dem Abstieg in die Regionalliga bereits im Sommer 2014 wieder verließ.

### International
Für die Nationalmannschaft Estland bestritt sie seit 2007 bisher 101 Länderspiele. Bei der FISU Universiade 2009 bestritt sie fünf Spiele. Ihr 100 Länderspiel bestritt sie am 29. November 2024 bei der 0:8-Niederlage gegen den Kosovo.

## Auszeichnungen
- Estnische Fußballspielerin des Jahres: 2016, 2017, 2019, 2021